# Hydropsyche leptocerina
Hydropsyche leptocerina är en nattsländeart som beskrevs av Navás 1917. Hydropsyche leptocerina ingår i släktet Hydropsyche och familjen ryssjenattsländor. Inga underarter finns listade i Catalogue of Life.